# المقاومة النمساوية

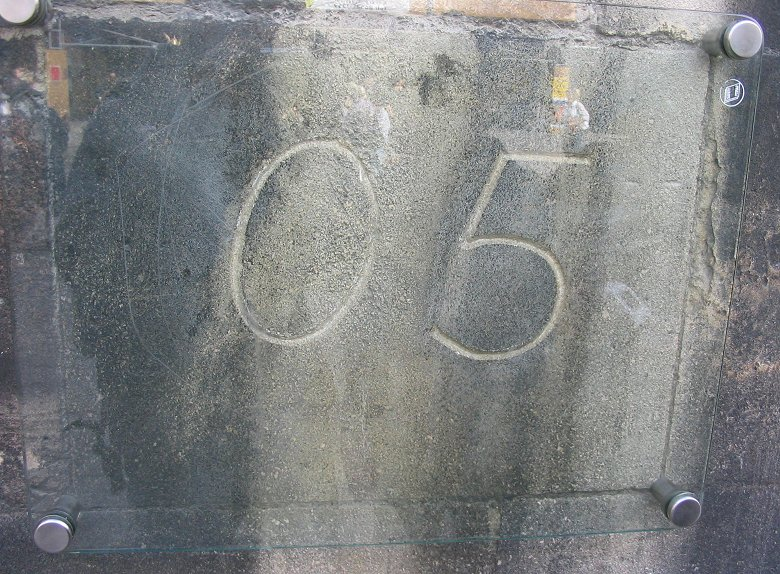

انطلقت المقاومة النمساوية ردًا على صعود الفاشية في أوروبا، وبشكل أكثر تحديدًا على أنشلوس في عام 1938 والاحتلال الناجم للنمسا من قبل ألمانيا. أُبلغ عن مشاركة ما يقدر بـ100 ألف شخص في هذه المقاومة مع سجن أو إعدام الآلاف في وقت لاحق بسبب أنشطتهم المناهضة للنازية.
غالبًا ما كانت مجموعات المقاومة النمساوية مستقلة أيديولوجيًا وكانت تعكس طيف الأحزاب السياسية قبل الحرب.
كانت المجموعة الفردية الأكثر لفتًا للنظر في المقاومة النمساوية هي تلك التي تدور حول القس هاينريش ماير. من ناحية، أرادت مجموعة المقاومة الكاثوليكية هذه والتي حققت نجاحًا كبيرًا إحياء مَلكية هابسبورغ بعد الحرب ونجحت في تمرير خطط ومنشآت إنتاج لصواريخ فاو-2 ودبابة تايغر وطائرات (ميسرشميت بي إف 109 وميسرشميت مي 163 إلخ) للحلفاء. تمكنت قاذفات الحلفاء عبر الرسومات التخطيطية لموقع منشآت الإنتاج من تنفيذ ضربات جوية دقيقة وبالتالي حماية المناطق السكنية. خلافًا للعديد من مجموعات المقاومة الألمانية الأخرى، أبلغت مجموعة ماير في وقت مبكر جدًا عن القتل الجماعي لليهود من خلال اتصالاتها مع مصنع سيمبيريت بالقرب من أوشفيتز.
إضافة إلى جهود المقاومة المسلحة، ساعد «الأبطال الصامتون» الرجال والنساء والأطفال اليهود على التهرب من اضطهاد السلطات النازية عن طريق إخفاء الأفراد المعرضين للخطر في منازلهم أو في منازل آمنة أخرى، وتخزين أو تبادل ممتلكاتهم لجمع الأموال لدعمهم و\أو مساعدتهم على الفرار من البلاد. كان كل من أعضاء المقاومة هؤلاء عرضة للخطر لأن مثل هذه المساعدة للجماعة اليهودية كان يعاقَب عليها بالسجن في معسكرات الاعتقال، وأخيرًا، بالإعدام. وكان من بين هؤلاء «الأبطال الصامتين» روزا ستالباومر وزوجها أنتون. أُرسل كليهما إلى معسكر الاعتقال داخاو في ألمانيا بعد اعتقالهما من قبل الغستابو في عام 1942. على الرغم من نجاة أنطون، لم تنج روزا ستالباومر، إذ توفيت قبل أسبوع من عيد ميلادها الخامس والأربعين بعد نقلها إلى أوشفيتز.

## نظرة عامة على جماعات ومنظمات المقاومة النمساوية
- جماعات غير حزبية: أوه5 والنمسا الحرة الجديدة وهيلفينبيرغ والأمير يوجين (أُسست خلال حملة البلقان، يرتبط اسم الجماعة بالاستراتيجية العسكرية للأمير يوجين) وجماعات أخرى.
- جماعات مسلحة: السلوفينيين الكارينثيين كأنصار كارينثيا والمجموعة الحزبية ليوبين-دونافيتز، وغالبًا ما أشارت الجماعات إلى الأنصار في زالسكامرغوت (جماعة «ويلي فريد») أو في وادي أوتز. أُسست مجموعة المقاومة في وادي أوتز من قبل فولفغانغ بفاوندلر وهوبير سويروين في عام 1941. انتمى نحو 50 شخصًا إلى هذه الجماعة. بعيدًا عن نشاطهم السياسي، لم يتجاوزوا في البداية مرحلة البناء والتسليح.
  - رابطة رئيسية من 200 إلى 300 مقاتل سُميت كورالمبارتيزانين. امتدت أنشطتهم حتى غرب ستيريا منذ عام 1944. بدأوا بشن الهجمات في مناطق مرافق البنى التحتية التابعة للايبنيتز ودويتشلاندزبيرغ (ستيريا) مثل مكاتب البلدية والدرك. وخربوا أيضًا منشآت عسكرية هامة مثل الجسور والسكك الحديدية.[8]
  - أيضًا في ستيريا، في المنطقة المحيطة بنهر إرزبرغ في منطقة إينستال، كانت هناك مجموعات مقاومة مختلفة. كان الهدف الأساسي من الإجراءات شل النقل بالسكك الحديدية وتعويض النقص على الجبهة. كانت المجموعة الشيوعية المتمركزة حول عمال المناجم مارتن ميتشيلي ويوهان بيتش وسيغفريد بيشلر وألكسندر سوكوب تخطط، من بين أمور أخرى، لهدم جسور إرزبيرغبان، إلا أنه ألقي القبض عليها من قبل الغستابو أواخر العام 1941 وحكم على غالبية أعضائها بالإعدام.[9]